# Bruno Nicolai
Bruno Nicolai (* 26. Mai 1926 in Rom; † 16. August 1991 ebenda) war ein italienischer Filmkomponist.

## Leben
Nicolai wurde von Goffredo Petrassi am Konservatorium Santa Cecilia in Rom musikalisch ausgebildet; seine Karriere verlief sehr ähnlich der von Ennio Morricone, mit dem er gut bekannt war. Beide Stile sind so ähnlich, dass zeitweise eine Identität der beiden Komponisten vermutet wurde. (Zu diesem Irrtum trug auch bei, dass Nicolai in "Le pistole non discutono" als Leo Nichols geführt wurde – ein Pseudonym, welches in Deutschland bei einigen späteren Filmen auf Morricone übertragen wurde.) Bis 1974 dirigierte er nahezu alle Soundtracks von Ennio Morricone.
Wie Morricone verband Nicolai Elemente des klassischen Film-Scores mit neuartigen Elementen (wie Pfeifen, dem unerwarteten Einsatz von Chören oder schrillen Tönen) und schuf somit den typischen Sound, der vor allem in Italo-Western zu hören war. Daneben arbeitete er viel im Genre des Giallos und für Jess Franco und Alberto De Martino.

## Filmografie (Auswahl)
- 1965: 100.000 Dollar für Ringo (100.000 Dollari per Ringo)
- 1966: El Cisco
- 1966: Django – Nur der Colt war sein Freund (Django spara per primo)
- 1966: Heißes Pflaster für Spione (Da Berlino l’apocalisse)
- 1967: Operation „Kleiner Bruder“ (O. K. Connery)
- 1967: Lucky M. füllt alle Särge (Lucky, el intrépido)
- 1967: Sein Wechselgeld ist Blei (I giorni della violenza)
- 1967: Shamango (Gentleman Jo… uccidi)
- 1968: Lauf um dein Leben (Corri uomo corri)
- 1968: Die gefürchteten Zwei (Il mercenario)
- 1968: Die große Treibjagd
- 1969: Der heiße Tod (99 mujeres)
- 1969: Marquis de Sade: Justine (Marquis de Sade's Justine)
- 1969: Mord im schwarzen Cadillac (Femmine insaziabili)
- 1969: Fahr zur Hölle, Gringo (Land Raiders)
- 1969: Die Jungfrau und die Peitsche (De Sade 70)
- 1969: Liebesvögel (Lovebirds)
- 1970: Eugenie de Sade (Eugénie de Franval)
- 1970: Der Hexentöter von Blackmoor (The Bloody Judge)
- 1970: Nachts, wenn Dracula erwacht (El conde Dracula)
- 1970: Die nackten Augen der Nacht (Les cauchemars naissent la nuit)
- 1970: Adios, Sabata (Indio Black, sai che ti dico: Sei un gran figlio di…)
- 1970: Sartana – noch warm und schon Sand drauf (Buon funerale, amigos… paga Sartana)
- 1970: Spiel dein Spiel und töte, Joe (Un uomo chiamato Apocalisse Joe)
- 1971: Los buitres cavarán tu fosa (I corvi ti scaveranno la fossa)
- 1971: Die Grotte der vergessenen Leichen (La notte che Evelyn uscì della tomba)
- 1971: Ein Halleluja für Camposanto (Gli fumavano le colt… lo chiamavano Camposanto!)
- 1971: Eine Jungfrau in den Krallen von Zombies (Une vierge chez les morts vivants)
- 1971: Knie nieder und friß Staub (Anda muchacho, spara!)
- 1971: Sabata kehrt zurück (È tornato Sabata... hai chiuso un'altra volta)
- 1972: Una bala marcada (Dio in cielo… Arizona in terra)
- 1972: Das Geheimnis der blutigen Lilie (Perchè quelle strane gocce di sangue sul corpo di Jennifer?)
- 1972: Ein Halleluja für Spirito Santo (Un oomo avvisato mezzo ammazzato… Parola di Spirito Santo)
- 1972: Meine Kanone, mein Pferd… und deine Witwe (Tu fosa será la exacta… amigo)
- 1972: Il tuo vizio è una stanza chiusa e solo io ne ho la chiave
- 1972: Die Nacht der offenen Särge (Dracula contro Frankenstein)
- 1973: Ci risiamo, vero Provvidenza?
- 1973: Die ehrenwerte Familie (L’onorata famiglia, uccidere è cosa nostra)
- 1973: Kennst Du das Land, wo blaue Bohnen blüh’n? (Lo chiamavano Tresette… giocava sempre col morto)
- 1973: Der Mann mit der Kugelpeitsche (Il mio nome è Shangai Joe)
- 1973: Die blutigen Geier von Alaska
- 1974: Ein Unbekannter rechnet ab (And Then There Were None)
- 1975: Labyrinth des Schreckens (Gatti rossi in un labirinto di vetro)
- 1976: Salon Kitty (Salon Kitty)
- 1978: Stau (L'ingorgo)
- 1980: Double für Maurice (Il cappotto di Astrakan)

## Quelle
- Ulrich Bruckner: Für ein paar Leichen mehr. Schwarzkopf & Schwarzkopf Verlag 2006